# Pickardt-Syndrom
Das Pickardt-Syndrom (auch Pickardt-Fahlbusch-Syndrom) ist eine tertiäre Hypothyreose, das heißt eine Unterfunktion der Schilddrüse, die durch eine Unterbrechung des Portalgefäßsystems zwischen Hypothalamus und Hypophyse bedingt ist.
Weitere endokrine Funktionsstörungen, die mit einem Pickardt-Syndrom vergesellschaftet sein können, sind supraselläre Ausfälle wie ein sekundärer Hypogonadismus und eine funktionelle Hyperprolaktinämie.
Häufige Ursachen eines Pickardt-Fahlbusch-Syndroms sind Blutungen, Tumoren, Infarkte oder ein Schädel-Hirn-Trauma.
Eine angeborene Variante des Pickardt-Fahlbusch-Syndroms wird als Pituitary stalk interruption syndrome (PSIS) bezeichnet. Sie ist mit Mutationen der Gene HESX1 und LHX4 assoziiert, macht aber weniger als 5 % der Fälle aus.